# Charles Coste
Pour les articles homonymes, voir Charles Coste (homme politique) et Coste.
Charles Coste, né le 8 février 1924 à Ollioules (Var), est un coureur cycliste français.

## Biographie

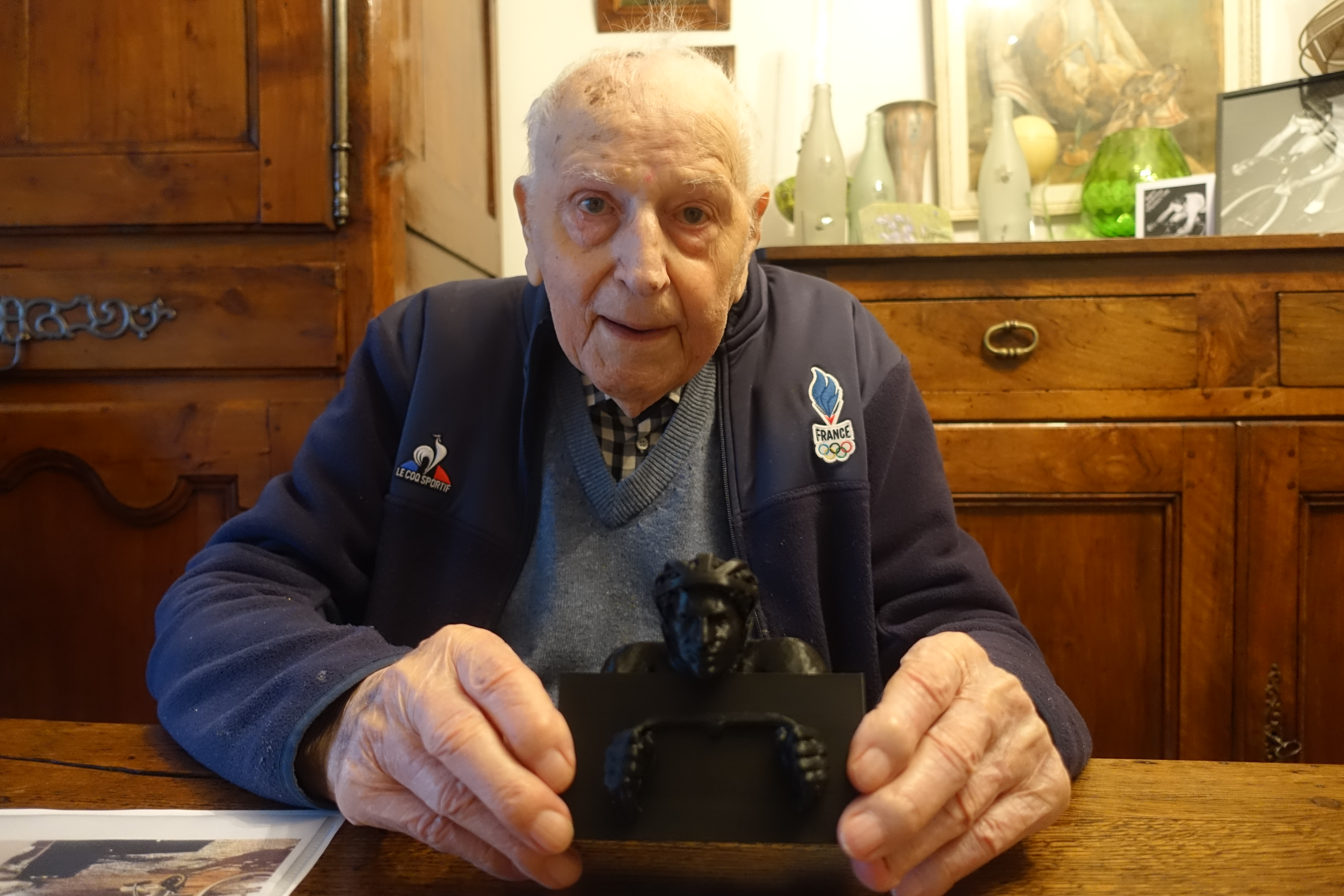
Buste 3D de Charles Coste (The Dean II).

Il nait à Ollioules, dans la ferme du domaine de la Panagia que son père gère et passe son enfance dans cette commune varoise proche de Toulon. Il dispute sa première compétition de cyclisme à 16 ans lors d'une course à Sanary-sur-Mer, non loin de Toulon. Membre du Vélo Sport toulonnais, il commence à gagner plusieurs courses régionales. Jules Merviel lui conseille alors de monter à Paris et de rallier le Vélo Club de Levallois, club parisien réputé. Il arrive alors en 1946 au camp d'entrainement du club, à La Celle-Saint-Cloud.
Il intègre l'équipe de France olympique pour les Jeux olympiques de 1948 à Londres. Il y est médaillé d'or de la poursuite par équipes avec Pierre Adam, Serge Blusson et Fernand Decanali. Il devient ensuite coureur professionnel de 1949 à 1959 et remporte le Grand Prix des Nations en 1949.
Après sa carrière sportive, il travaille à la Blanchisserie de Grenelle, alors plus grande blanchisserie d'Europe, comme inspecteur commercial et marketing en charge des hôtels et restaurants. Il prend sa retraite en 1986 et vit un temps avec son épouse dans l'Oise avant que le couple ne s'installe à Bois-Colombes, en banlieue nord-ouest parisienne.
Il est décoré de la Légion d'honneur en 2022, remise par Tony Estanguet (tous les champions olympiques français ne seront décorés de la Légion d'honneur qu'à partir des Jeux olympiques de 1952 à Helsinki).
Il est en 2024 le plus ancien champion olympique français encore en vie et au moment de son centenaire, Tony Estanguet l'invite à porter la flamme olympique vers Paris. Le 26 juillet, il assure finalement l’avant-dernier relais de la flamme lors de la cérémonie d'ouverture des Jeux olympiques de Paris. Il permet ainsi à Marie-José Pérec et Teddy Riner d'allumer leurs torches, avant que les deux n'embrasent la vasque olympique au jardin des Tuileries.
Depuis le décès, le 2 janvier 2025 de l’ancienne gymnaste hongroise Ágnes Keleti, quintuple championne olympique à Helsinki et Melbourne, à l’âge de 103 ans, il est désormais le plus vieux champion olympique encore en vie.

## Palmarès sur piste

### Jeux olympiques
- Londres 1948
  -  Champion olympique de poursuite par équipes (avec Pierre Adam, Serge Blusson, Fernand Decanali).

### Championnats du monde
- Amsterdam 1948
  -  Médaillé de bronze de la poursuite amateurs

### Championnats de France
- 1947
  -  Champion de France de poursuite amateurs
- 1948
  - 2e de la poursuite amateurs
- 1949
  - 3e de la poursuite
- 1953
  - 3e de la poursuite

## Palmarès sur route

### Palmarès année par année
| - 1946 - 2e de Paris-Mantes - 2e du Manx Trophy - 3e de Paris-Sens - 3e de Paris-Troyes - 1948 - 2e de Paris-Évreux - 1949 - Grand Prix des Nations - 2e du Grand Prix de Suisse | - 1950 - 4e de Paris-Roubaix - 1952 - 9e étape du Tour d'Afrique du Nord - 7e et 9e étapes du Tour d'Argentine - 3e de Paris-Camembert - 1953 - Paris-Limoges - 1957 - 3e des Boucles de la Seine |  |

### Résultats sur les grands tours

#### Tour de France
2 participations
- 1952 : abandon (5e étape)
- 1957 : abandon (4e étape)

#### Tour d'Italie
4 participations
- 1953 : abandon
- 1956 : 40e
- 1957 : 72e
- 1958 : 77e

## Distinctions personnelles

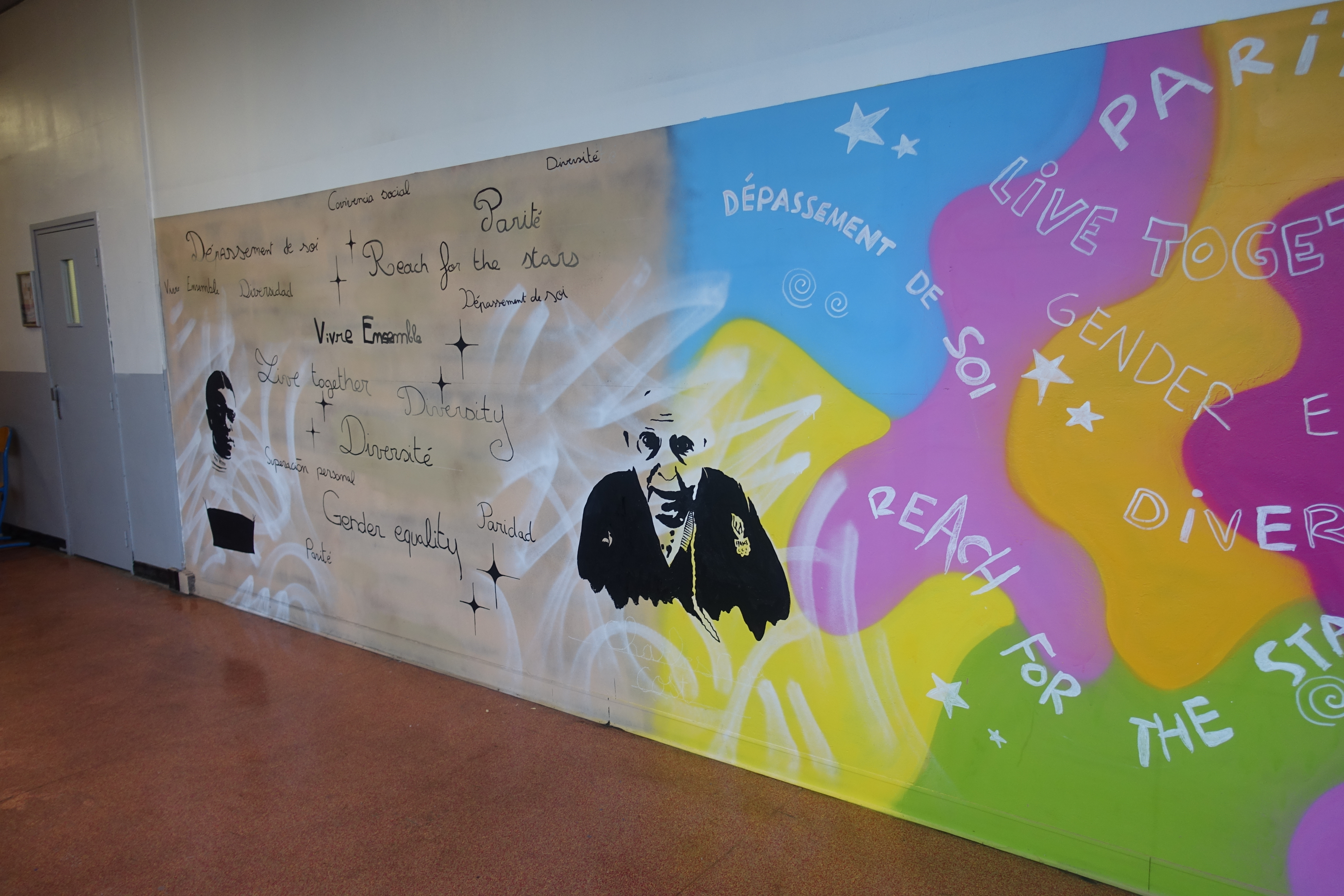
Fresque de la résilience. Hommage à Charles Coste au lycée Daniel Balavoine de Bois-Colombes. Inauguration le 18 décembre 2024.

- Fresque de la résilience. Hommage à Charles Coste au lycée Daniel Balavoine de Bois-Colombes. Inauguration le 18 décembre 2024. Chevalier de la Légion d'honneur (décret du 31 décembre 2021)[3],[7]
- Chevalier de l'ordre des Palmes académiques
- Médaille de la jeunesse, des sports et de l'engagement associatif, or